# When a Woman Strikes
Pour plus de détails, voir Fiche technique et Distribution.
When a Woman Strikes est un film américain réalisé par Roy Clements et sorti en 1919.

## Fiche technique
- Réalisation : Roy Clements
- Production :  American-British Pictures, Film Clearing House
- Date de sortie :  États-Unis : avril 1919

## Distribution

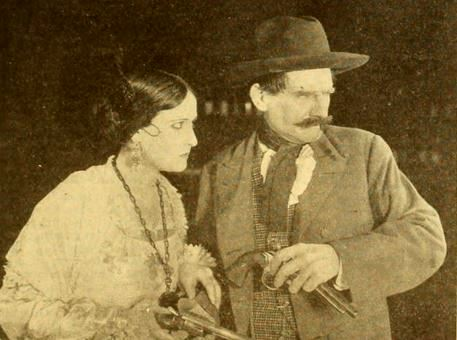
Scène du film avec Rosemary Theby et Ben F. Wilson.

- Rosemary Theby
- Ben Wilson
- Neva Gerber
- Murdock MacQuarrie